# Guerra de Creta
La guerra de Creta o guerra cretenca (205 aC - 200 aC) va ser lliurada, per una banda, pel rei Filip V de Macedònia, la Lliga Etòlia, diverses ciutats cretenques —especialment Olunt (actual Elunda) i Hieràpitna (actual Ieràpetra)— i pirates espartans i, per l'altra, les forces de Rodes i, més tard, Àtal I de Pèrgam, Bizanci, Cízic, Atenes i Cnossos.
La Primera Guerra Macedònica va concloure el 205 aC amb la signatura del tractat de Fenice que prohibia l'expansió macedònica cap a l'oest. Mentrestant la República Romana estava ocupada amb les lluites contra Cartago i Filip va voler aprofitar-se d'aquesta situació per aconseguir el control de tot Grècia. A més, sabia que, per portar-ho a terme, calia una aliança amb Creta. Després de destruir les forces de Pèrgam, estat grec a l'Àsia Menor, i de formar una aliança amb Etòlia, Filip no tenia més oposició al territori grec que la de Rodes. Aquesta illa estat, que dominava econòmicament i militar el sud-est de la Mediterrània, era una aliada de Filip, però també ho era del seu enemic, Roma.
Filip va formar una aliança amb etolis i pirates espartans que van començar a atacar els vaixells rodis. També es va aliar amb diverses grans ciutats de Creta, com Hieràpitna i Olunt. Mentre l'economia i la flota ròdies sofrien les depredacions dels pirates, Filip va formar una nova aliança, aquesta vegada amb Antíoc III el Gran, rei de l'Imperi Selèucida, i enfrontant-se a Ptolemeu V d'Egipte.
Filip va atacar els territoris de Ptolemeu i també els aliats de Rodes a Tràcia. Els esdeveniments posteriors foren un seguit d'iniciatives que culminaren amb la derrota de Filip. El 201 aC, Rodes i les seves aliades (Pèrgam, Cízic i Bizanci) uniren les seves flotes i, en la batalla de Quios, van derrotar Filip. Tanmateix, pocs mesos després, la flota de Filip va vèncer els rodis en la batalla de Lade. El següent fet es va produir mentre Filip es trobava atacant Pèrgam i diverses ciutats de la Cària; Àtal I de Pèrgam es va dirigir cap a Atenes i va aconseguir forjar una aliança amb els atenencs que, immediatament, van declarar la guerra als macedonis. El rei de Macedònia no en va poder quedar al marge i va atacar els atenencs amb la seva armada i una part de la infanteria.
Aquesta darrera acció va provocar la intervenció de Roma, que va advertir Filip que si no retirava les seves tropes entraria en guerra contra Roma, cosa finalment va succeir. Això va deixar les ciutats cretenques sense els grans aliats, i la ciutat principal de Creta, Cnossos, es va unir als rodis. Davant aquest nou conglomerat de forces, tant Hieràpitna com Olunt es van rendir i van haver de signar un tractat més favorable a Rodes i Cnossos.

## Pirateria i guerra

Grècia i l'Egeu cap al 200 aC

El tractat de Fenice prohibia que Filip pogués expandir-se cap a occident, cap a Il·líria o al mar Adriàtic; per aquest motiu el rei va dirigir l'interès cap a l'est, cap al mar Egeu, i va començar a construir una gran flota. Filip veia dues formes de trencar el domini rodi del mar: amb actes de pirateria i amb la guerra. Finalment, va decidir emprar ambdós mètodes i va convèncer els cretencs —que feia temps que es dedicaven a la pirateria—, els etolis i els espartans perquè realitzessin atacs de pirateria contra els vaixells de Rodes; l'atractiu era la promesa d'immensos botins capturats a les naus ròdies. Filip va convèncer el pirata etoli Dicearc perquè ataqués i saquegés una àmplia regió al llarg de l'Egeu, que incloïa territoris de les Cíclades i de Rodes.
Cap al final del 205 aC, Rodes havia quedat debilitada a causa d'aquests atacs, i Filip va considerar que havia arribat el moment d'iniciar la segona fase del seu pla: la guerra. Va convèncer les ciutats de Hieràpitna, Olunt i d'altres de l'est de Creta perquè declaressin la guerra a Rodes. Inicialment, Rodes va respondre de manera força diplomàtica i va demanar ajuda a Roma; però els romans, que acabaven de guanyar la Segona Guerra Púnica, no veien amb bons ulls una nova guerra. El senat romà va intentar persuadir la població d'entrar en guerra, fins i tot després que Pèrgam, Cízic i Bizanci s'haguessin unit a Rodes, però no va poder modificar la determinació del poble.
Amb aquesta situació favorable, Filip va incrementar els atacs a Rodes i va capturar i massacrar les poblacions de Cios i Mirlea, ciutats gregues de la costa del mar de Màrmara. Filip va lliurar ambdues ciutats al seu cunyat, Prúsies I, rei de Bitínia, que les va reconstruir i canviar de nom a Prusa i Apamea, en honor d'ell mateix i a la seva esposa. A canvi d'aquestes ciutats, Prúsies va prometre que continuaria expandint el seu regne a costa del de Pèrgam. La captura d'aquestes ciutats també va exaltar els etolis, ja que les dues poblacions eren membres de la Lliga Etòlia. L'aliança entre Etòlia i Macedònia es va mantenir únicament per la por que els primers tenien a Filip i aquest incident va empitjorar la seva ja tibant relació. A continuació, Filip va atacar i va conquerir les ciutats de Lisimàquia i Calcedònia, que també eren membres de la Lliga Etòlia, cosa que va forçar Etòlia a trencar l'aliança existent.
De retorn, la flota de Filip es va aturar a l'illa de Tassos, al sud de la costa de Tràcia. El general de Filip, Metrodor, es va dirigir a la capital de l'illa per reunir-se amb emissaris de la ciutat. Els enviats van dir que retrien la ciutat als macedonis amb la condició que no s'hi establís una guarnició, que no haguessin de pagar tribut i tampoc contribuir amb soldats a l'exèrcit macedoni; a més, volien seguir regits per les seves pròpies lleis. Metrodor va respondre que el rei acceptava les condicions i la ciutat va obrir les portes. Una vegada dins les muralles, Filip va ordenar esclavitzar-ne tots els ciutadans, que van ser venuts, i va saquejar la ciutat.

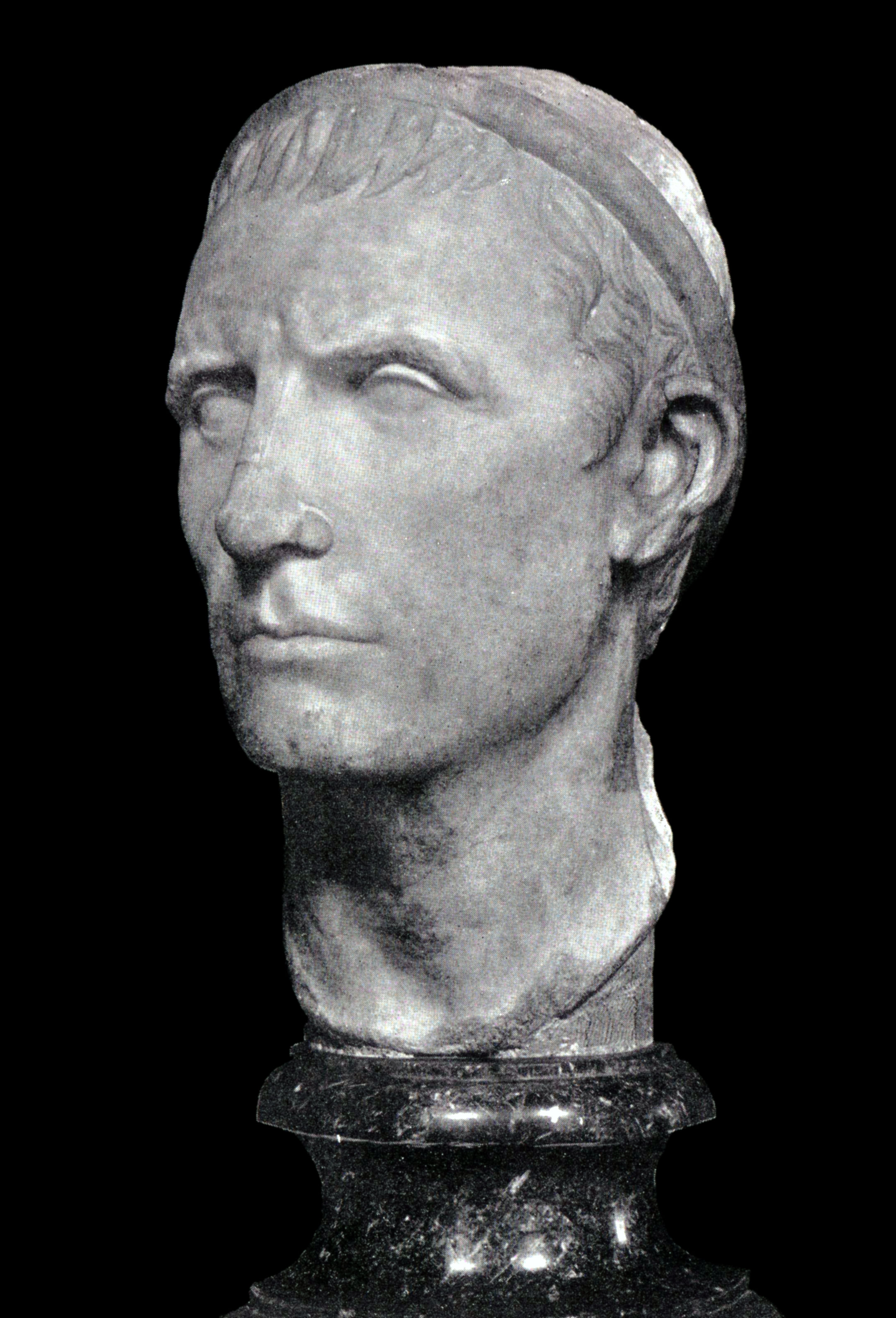
Bust d'Antíoc III al Louvre

Més tard, Filip va pactar amb Antíoc III el Gran, emperador dels selèucides, que pretenia el territori governat pel jove faraó Ptolemeu V de la dinastia ptolemaica. Filip va acordar ajudar Antíoc a conquerir Egipte i Xipre, i aquest va prometre donar suport a Filip en l'objectiu d'apoderar-se de Cirene, les Cíclades i la Jònia. Després de signar el tractat, l'exèrcit de Filip va atacar les possessions de Ptolemeu a Tràcia. La flota macedònia es va dirigir al sud i va prendre l'illa de Samos, que també pertanyia a Ptolemeu, on va capturar la flota egípcia que hi havia ancorada. Després, els macedonis van marxar cap al nord i assetjaren l'illa de Quios. El pla de Filip era utilitzar les illes septentrionals de l'Egeu com a bases per arribar a Rodes. El setge no va ser favorable a Filip, ja que les flotes combinades de Pèrgam, Rodes i els seus nous aliats, Cízic i Bizanci, van aconseguir bloquejar la flota macedònia.

### Batalla naval
En no veure cap altra opció, Filip va decidir arriscar-se i va buscar la confrontació. La flota macedònia, d'uns 200 vaixells, superava l'aliada en una proporció de dos a un. La batalla va començar quan Àtal I, que comandava l'ala esquerra de la flota aliada, va avançar contra l'ala dreta macedònia, mentre que el flanc dret aliat de l'almirall rodi Teofilisc atacava l'ala esquerra macedònia. Els aliats van obtenir l'avantatge al flanc esquerre i van capturar el vaixell insígnia de Filip; l'almirall de Filip, Demòcrates, va morir durant la lluita. Mentrestant, els macedonis van rebutjar els rodis en l'atac al seu flanc dret. Teofilisc, lluitant des del seu vaixell, va rebre tres ferides mortals però va aconseguir reunir els seus homes i va aconseguir vèncer els macedonis quan intentaven l'abordatge.
Al flanc esquerre dels aliats, Àtal va veure que un dels seus vaixells havia estat enfonsat i que l'enemic s'aproximava perillosament a un altre vaixell; llavors, va decidir dirigir-se al rescat amb dues quatrirems i el seu vaixell insígnia. El vaixell de Filip, que encara no havia entrat en combat, va adonar-se que Àtal s'havia separat de la seva flota i el va atacar amb quatre quinquerrems i tres hemiolis. Veient que Filip s'apropava, Àtal va fugir com va poder i va haver d'encallar les seves naus. Després de trepitjar terra ferma, i abans de fugir cap a la ciutat d'Èritres, va llançar diverses monedes, vestimentes púrpures i altres objectes esplèndids sobre el pont del seu vaixell. Quan els macedonis van arribar a la costa, es van aturar a recollir el botí. Filip, creient que Àtal havia mort durant la persecució, va manar que remolquessin el vaixell insígnia de Pèrgam. Mentrestant, la situació al flanc dret aliat s'havia invertit i els macedonis es van veure forçats a retirar-se, amb què permeteren que els rodis prenguessin els seus vaixells danyats i els duguessin al port de Quios. El centre i l'esquerra aliats també havien assolit avantatge i van obligar els macedonis a retirar-se abans de dirigir-se a Quios sense problema.

### Resultat i conseqüències
El resultat de la batalla va ser nefast per al bàndol macedoni, ja que 92 vaixells hi van ser destruïts i set, capturats. Per part dels aliats, tres vaixells de Pèrgam van ser destruïts i dos en foren capturats, mentre que tres vaixells de Rodes van ser enfonsats però no en fou capturat cap. Durant la batalla, els macedonis van perdre 6.000 remers i 3.000 mariners, i 2.000 homes foren capturats. Les baixes dels aliats van ser molt menors, amb 70 homes morts dels pergamens i 60 dels rodis, mentre que 600 homes van ser capturats. Green descriu aquest fracàs com «una derrota severa i costosa», ja que va significar la fi de la flota macedònia i va permetre protegir les illes de l'Egeu d'una altra invasió. Després d'aquesta batalla, els almiralls de Rodes van decidir deixar Quios i tornar a casa. Durant el camí de tornada, Teofilisc va morir de les ferides rebudes, però abans de morir va designar Cleònic com a successor. Mentre la flota ròdia navegava per l'estret entre Lade i Milet, a la costa d'Àsia Menor, va ser atacada pels vaixells de Filip. El triomf de Filip va forçar que la flota es retirés a Rodes. Impressionats per la victòria, els habitants de Milet van homenatjar Filip i Heràclides.

## Campanya a l'Àsia Menor

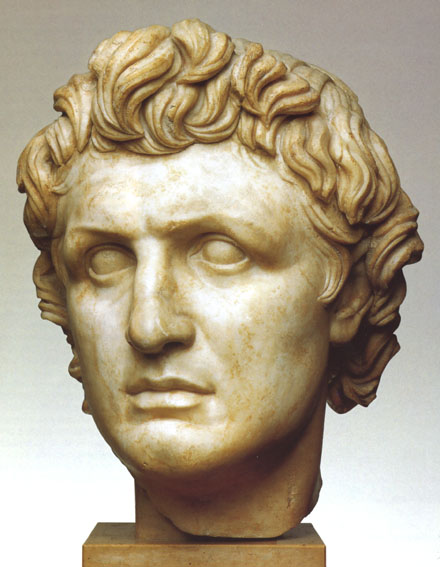
Bust d'Àtal I de Pèrgam, vers el 200 aC (Museu de Pèrgam, Berlín)

Abans d'emprendre la campanya contra la flota de Filip al mar Egeu, Àtal I, el rei de Pèrgam, va enfortir les muralles de la capital per així protegir-la de qualsevol assalt. Amb aquesta i altres mesures, Àtal pretenia evitar que Filip aconseguís un gran botí dins el seu territori. Quan Filip va decidir atacar Pèrgam i va arribar a la ciutat amb el seu exèrcit, va observar que aquesta no comptava amb gaires defenses i va ordenar algunes escaramusses que van ser rebutjades amb facilitat. Veient que les muralles eren massa fortes, es va retirar després de destruir alguns temples, incloent-hi el d'Afrodita i el santuari d'Atena Nicèfora ('que porta la victòria'). Després de capturar Tiatira, els macedonis van intentar saquejar la plana de Tebes, a Cilícia, però el botí va ser menor de l'esperat. Quan va arribar a Tebes, va exigir gra al governador selèucida de la regió, Zeuxis; però aquest, de manera intencionada, no els va donar gaires provisions.
Decebut pel poc que havia aconseguit a Mísia, Filip va continuar avançant cap al sud i va saquejar diversos pobles i ciutats de la Cària. Va assetjar Prinàs, que es va resistir amb valentia fins que Filip va disposar la seva artilleria i va enviar un emissari a la ciutat per oferir-los que triessin entre abandonar-la o morir; els habitants van decidir deixar la ciutat. En aquest moment de la campanya, l'exèrcit de Filip estava quedant-se sense queviures i, per aquest motiu, va capturar la ciutat de Miünt i la va cedir al govern de Magnèsia a canvi de provisions. Com que la gent de Magnèsia no tenia gra, Filip es va conformar amb figues per alimentar tots els seus homes. A continuació, va ocupar les ciutats de Iasos, Bargílies, Euromos i Pèdasa, totes elles connectades, i hi va establir guarnicions.
Assetjà i capturà Caune, que es trobava sota el control de Rodes. Les forces combinades de Pèrgam i Rodes, aprofitant que la flota de Filip era ancorada a Bargílies, en van bloquejar el port. La situació de l'exèrcit macedoni es va tornar tan desesperada que van estar a punt de rendir-se. Tanmateix, Filip va aconseguir fugir recorrent a l'engany: va enviar un desertor egipci perquè advertís els enemics sobre un suposat atac que estava preparant per a l'endemà. En sentir les notícies, Àtal i els rodis van començar a preparar els seus vaixells per la defensa. Mentrestant, els macedonis, que havien deixat diverses fogueres enceses per fer veure que encara romanien al campament, es van esmunyir amb la seva flota.
Mentre Filip desenvolupava aquesta campanya, els seus aliats d'Acarnània es van aixecar en guerra contra Atenes tan bon punt els atenencs van assassinar dos atletes acarnanis. Després de rebre les queixes dels acarnanis, Filip va decidir enviar un grup de soldats sota el comandament de Nicànor l'Elefant que van saquejar l'Àtica i després van atacar Atenes. Els invasors ja havien arribat fins a l'Acadèmia d'Atenes quan els ambaixadors romans de la ciutat van ordenar-los que es retiressin o s'haurien d'enfrontar a l'exèrcit romà.
La flota macedònia acabava d'escapar del bloqueig i Filip va ordenar que una esquadra es dirigís a Atenes, la qual va navegar fins al Pireu i va aconseguir capturar quatre naus atenenques. Tanmateix, quan es retiraven, van aparèixer des de la base aliada d'Egina les flotes ròdia i pergamena, ja que havien estat perseguint els vaixells de Filip a través de l'Egeu, i van atacar. Els aliats van obtenir la victòria i van tornar a recuperar les naus atenenques. Els atenencs van estar tan complaguts amb el rescat que van substituir les tribus promacedònies que havien abolit feia poc —les tribus de Demètries i Antagonis— per la tribu atàlida en honor d'Àtal.
Àtal i els rodis van convèncer l'assemblea atenenca de declarar la guerra a Macedònia. La flota de Pèrgam va tornar a la seva base d'Egina i els rodis es van llançar a la conquesta de totes les illes macedònies des d'Egina fins a Rodes; les van capturar totes excepte Andros, Paros i Citnos. Filip va ordenar al seu prefecte d'Eubea, Fílocles, que tornés a atacar Atenes amb 2.000 efectius d'infanteria i 200 de cavalleria. Fílocles no va aconseguir capturar la ciutat, però va arrasar els camps de la rodalia.

## Intervenció romana i setge d'Abidos

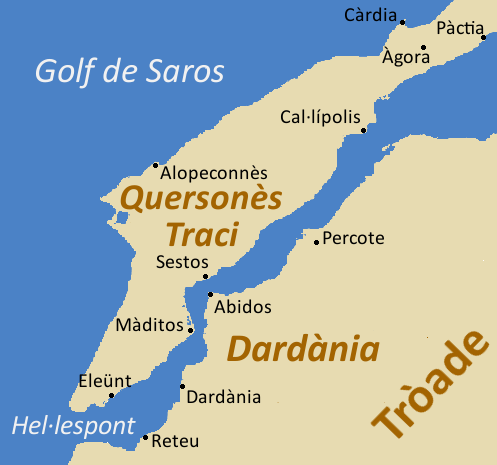
Mapa del Quersonès Traci

Davant la greu situació, les delegacions de Rodes, Pèrgam i Atenes van viatjar a Roma per intentar parlar davant del Senat. Quan van obtenir l'audiència, van informar sobre el tractat entre Filip i Antíoc i van presentar una queixa respecte als atacs de Filip. En resposta, els romans van enviar tres ambaixadors a Egipte: Marc Emili Lèpid, Gai Claudi Neró i Publi Semproni Tudità, amb ordres de dirigir-se a Rodes un cop haguessin parlat amb Ptolemeu. Mentrestant, Filip atacava i prenia possessió de les ciutats de Maronea, Cípsela (Arcàdia), Dorisc, Serríon i Aemus, que pertanyien a Ptolemeu. Els macedonis van avançar després sobre el Quersonès Traci, on van conquerir les ciutats de Perint, Sestos, Eleünt, Alopeconès, Cal·lípolis i Màditos.
El següent objectiu dels macedonis va ser la ciutat d'Abidos, que era defensada per guarnicions de pergamens i rodis. Filip va començar el setge bloquejant la ciutat per terra i mar, per evitar que rebessin reforços i provisions. Els habitants, confiats, rebutjaren l'atac amb diverses armes i catapultes i aconseguiren incendiar diverses màquines de Filip. Sense les seves armes de setge, els macedonis van començar a cavar sota els fonaments de les muralles de la ciutat i, finalment, en van enderrocar el mur exterior. La situació era greu pels defensors, que van decidir enviar dos dels ciutadans més destacats a negociar amb Filip. Aquests homes van oferir de rendir la ciutat amb dues condicions: que les guarnicions de Rodes i Pèrgam poguessin abandonar la ciutat durant la treva i que tots els ciutadans tinguessin permís per marxar amb el que poguessin portar. Filip va contestar que haurien de «rendir-se o lluitar com a homes».

Els ambaixadors van tornar a la ciutat portant la resposta de Filip; els líders d'Abidos van organitzar una assemblea i van decidir alliberar tots els esclaus per assegurar-se'n la lleialtat, traslladar tots els nens al gimnàs juntament amb les seves mainaderes i portar totes les dones al temple d'Àrtemis. També van demanar que tots duguessin el seu or, la plata i els objectes de valor per carregar-los als bots de Rodes i Cízic. Per dur a terme aquestes tasques, van ser triats cinquanta dels homes més ancians i de confiança. Després, tots els ciutadans van fer un jurament mitjançant el qual, segons Polibi: 
| « | ... si per cas veien que la muralla interna era capturada per l'enemic, matarien els nens i les dones i incendiarien els vaixells ja esmentats i, d'acord amb les malediccions que havien invocat prèviament, llançarien la plata i l'or al mar. | » |

 Després de recitar el jurament, es van aproximar als sacerdots i cadascun va jurar que derrotaria l'enemic o moriria en l'intent. Quan va caure la muralla interior, els homes, fidels a la seva promesa, van saltar des de les ruïnes i van lluitar amb gran coratge; Filip es va veure obligat a enviar-hi més tropes. En fer-se fosc, els macedonis es van retirar al campament mentre que els habitants d'Abidos van resoldre salvar les dones i els nens. En conseqüència, quan es va fer de dia, van enviar alguns sacerdots i sacerdotesses amb ornaments pels vencedors i van rendir la ciutat als macedonis.

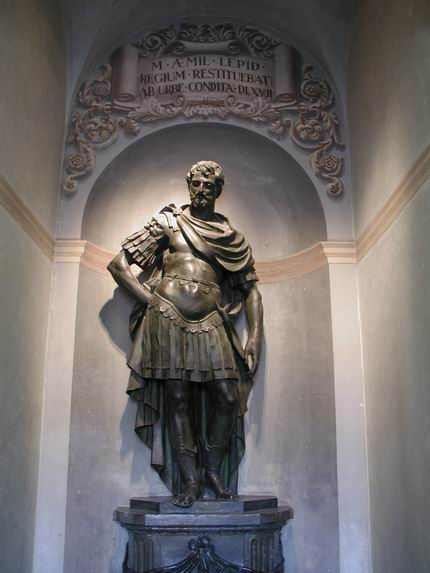
Estàtua de Marc Emili Lèpid a Reggio de l'Emília

Mentrestant, Àtal travessava l'Egeu fins a arribar a l'illa de Ténedos. El més jove dels ambaixadors romans, Marc Emili Lèpid, quan era a Rodes, va tenir notícies dels fets d'Abidos i es va dirigir cap a la ciutat per parlar amb Filip. Durant la trobada amb el rei, Lèpid el va informar dels desitjos del Senat. Polibi escriu: 
| « | El Senat havia resolt manar-li de no entrar en guerra amb cap estat grec, ni interferir dins els dominis de Ptolemeu, i sotmetre a un arbitratge els danys infligits sobre Àtal i els rodis, i que si ho complia podria haver-hi pau, però si es negava a obeir entraria en guerra amb Roma." Quan Filip va intentar demostrar que Rodes havia atacat primer, Marc el va interrompre dient: "I què me'n diu dels atenencs? I dels habitants de Quios? I dels d'Abidos, ara? Algun d'ells també va atacar primer?" El rei, sense saber què respondre, va dir: "Li perdonaré l'atreviment per tres raons: primer, perquè és jove i inexpert en aquestes qüestions; segon, perquè és l'home més atractiu de la seva època —cosa que era certa—, i tercer, perquè és romà. Pel que fa a mi, la meva primera exigència és que els romans no haurien de trencar els seus tractats ni entrar en guerra amb mi; però si ho fan, em defensaré tan bé com pugui, apel·lant als déus perquè defensin la meva causa. | » |

Passejant per Abidos, Filip va veure que la gent se suïcidava després de matar els seus familiars a punyalades, amb foc, penjant-se o llençant-se dins dels pous i des de les teulades. Filip es va sorprendre en veure això i va fer una proclama anunciant que «atorgava tres dies de gràcia a aquells que desitgessin penjar-se o apunyalar-se». El poble d'Abidos, que estava disposat a complir amb el seu jurament, va pensar que acceptar la proposta de Filip seria una traïció contra els que ja havien mort, van rebutjar l'oferiment i es van negar a viure. Excepte en el cas dels que estaven encadenats o impedits d'alguna manera, els altres van accelerar la seva mort tant com van poder.
Va ser llavors que Filip ordenà un altre atac contra Atenes; el seu exèrcit va fracassar en l'intent de prendre Atenes i Eleusis, però va sotmetre l'Àtica al pitjor saqueig que s'havia vist des de les guerres mèdiques. Com a resposta, els romans van declarar la guerra a Filip i van envair els territoris macedonis d'Il·líria. Filip es va veure obligat a abandonar la campanya de Rodes i Pèrgam i enfrontar-se als romans; amb la nova situació a Grècia s'iniciava la Segona Guerra Macedònica. Després de la retirada de Filip, els rodis van poder atacar lliurement Olunt, Hieràpitna i les altres ciutats cretenques aliades de Macedònia. Quan Rodes va buscar aliats a Creta, Cnossos, veient que la guerra s'inclinava a favor de Rodes, va decidir unir-s'hi per intentar guanyar la supremacia de l'illa. Moltes altres ciutats del centre de Creta també es van afegir a la nova aliança amb Rodes, i en contra de Hieràpitna i Olunt. Amb l'atac des de dos fronts, Hieràpitna es va rendir.

## Resultat
Sota els termes del tractat que es va signar després de la guerra, Hieràpitna va acceptar de trencar qualsevol tipus d'aliança amb poders estrangers i posar els seus ports a disposició de Rodes. Els termes del tractat imposat a Olunt es van trobar entre les ruïnes de la ciutat, i queda recollit que va haver d'acceptar el domini rodi. Com a resultat final, després de la guerra Rodes va controlar una part important de la regió oriental de Creta. La fi de les hostilitats va permetre que els rodis ajudessin els seus aliats durant la Segona Guerra Macedònica. La guerra no va tenir cap altre efecte, a curt termini, pel que feia a la resta de Creta.
Els pirates i mercenaris de la regió van continuar amb les seves antigues ocupacions. Un fet significatiu és que tres anys després, en la batalla de Cinoscèfales (de la Segona Guerra Macedònica), els arquers cretencs van lluitar tant al costat dels romans com dels macedonis. La guerra va tenir un alt cost per Filip, ja que hi va perdre una part de la flota i, a més, les lligues aquea i etòlia van canviar de bàndol i es van unir als romans.
Durant el període immediatament posterior a la guerra, els dàrdans, una tribu bàrbara, van envair el nord de Macedònia, però els macedonis van poder repel·lir l'atac. Tot i així, el 197 aC, Filip va ser finalment derrotat pels romans en la batalla de Cinoscèfales. Les imposicions de la rendició li van costar la pèrdua de la major part dels territoris de fora de Macedònia i va haver de pagar a Roma 1.000 talents de plata.
Rodes va recuperar el control sobre les Cíclades i va confirmar la seva supremacia marítima a tot el mar Egeu. Les possessions ròdies de l'est de Creta van permetre eliminar la pirateria a la regió, encara que els pirates van seguir atacant les embarcacions ròdies, fets que van provocar un nou esclat bèl·lic. Àtal va morir el 197 aC i va ser succeït pel seu fill, Èumenes II, que va continuar amb la política contra Macedònia del seu pare. D'altra banda, després de la guerra, Pèrgam va obtenir diverses illes egees que pertanyien a Filip i es va convertir en el regne més poderós de l'Àsia Menor, juntament amb el d'Antíoc.